# 임상문 사건
임상문 사건(중국어 정체자: 林爽文事件, 백화자: Lîm Sóng-bûn sū-kiāⁿ, 직역: 임상문 사건)은 1787년–1788년 청나라 통치 하의 대만에서 일어났다. 이 반란은 반군 임상문에 의해 시작되었고 건륭제에 의해 진압되었다. 임상문은 이후 처형되었다.
이 사건은 청나라 대만 지사 쑨징수이(손경수)가 홍문회를 불법화하고 임상문의 삼촌들을 체포하면서 시작되었다. 임상문은 쑨을 살해하고 저항군을 조직했다. 임상문의 병력은 대부분 장저우 사람들로 구성되어 여러 대만 지역을 공격했고, 주로 취안저우 및 하카 사람들로 구성된 민병대와 싸웠지만, 일부 취안저우 사람들이 임상문의 편에서 싸웠고 일부 장저우 사람들은 청나라 편에 섰다. 청나라는 반란을 진압하고 임상문과 반군을 처형하기 위해 병력을 파견했다.

## 사건

### 전조
1721년 주이귀 휘하의 장저우 민병대가 청나라에 반란을 일으켰고, 주로 취안저우와 하카 사람들로 구성된 민병대와 싸웠다.

### 반란의 시작
임상문은 1770년대에 친척들과 함께 타이완으로 이주한 장저우 출신 이민자였다. 그들은 비밀 반청 단체인 홍문회(천지회)에 가담하고 있었다. 장저우, 취안저우, 하카 사람들 사이의 내분은 섬 전체를 괴롭혔다.
1786년, 청나라가 임명한 대만 총독 Sun Jingsui는 천지회를 발견하고 진압했다. 그는 또한 임상문의 삼촌들을 체포했다. 천지회 회원들은 명나라 충성파들을 모았고, Lin Shuangwen, Zhuang Datian 및 다른 지도자들은 삼촌을 해방시키기 위한 반란에 나머지 회원들을 조직했다.
1787년 1월 16일, 임상문은 쑨징수이와 다른 관리들을 살해했다. 반란군의 수는 빠르게 50,000명으로 증가했다. 2월까지, 1년도 채 되지 않아 반군은 줘뤄 현과 루강전(鹿港镇)을 제외한 거의 모든 타이완 남부를 점령했다. 그들은 임상문의 본거지인 장화와 단수이에서 일부 정부군을 밀어내는 데 성공했다.
이에 대응하여 청군은 급히 진압군을 파견했다. 동부 반군은 제대로 조직되지 않은 병력을 격파했고 적에게 넘어가지 않기 위해 저항해야 했다. 그러나 임상문의 장저우 병력은 주로 취안저우와 하카 사람들로 구성된 민병대와 싸웠는데, 이들은 타이완으로 이주한 한족의 약 절반을 차지했고, 임상문의 장저우 사람들은 나머지 절반을 구성했다. 대다수가 취안저우와 하카 사람들로 구성된 민병대는 청군과 협력하여 임상문의 군대를 격파했다.
임상문 휘하의 천지회 반군은 수탉 희생과 같은 의식을 행했다.

### 취안저우와 하카
이 시점에서 전투는 단지 사회 구성원들을 넘어 장저우 사람들을 끌어들였고, 오래된 불화를 재점화시켰다. 이것은 정부를 위해 취안저우 네트워크(및 하카)를 동원했다. 임상문의 병력은 대부분 장저우 사람들로 구성되었고, 장저우와 취안저우 사람들은 이미 서로 불화를 겪고 있었기 때문에 반란은 양측 간의 대규모 전투를 촉발했다. 취안저우 파벌은 자체 군대를 형성하고 청군과 협력하여 임상문에 저항했다.
장저우 민병대 또한 하카 민병대와 싸웠다. 타오주먀오(桃竹苗), 류두이(六堆) 및 다른 지역의 하카 사람들은 타이완 하카 의용군을 조직했다. 하카는 청군과 협력하여 임상문의 병력을 격파하고 그들의 고향을 방어했다. 천쯔윈(陳紫雲)의 지도하에 청군과 하카 병력은 신주 및 다른 지역에서 전투를 벌였다.
결국 정부는 질서를 회복하기에 충분한 병력을 파견했다. 저장성 및 푸젠성 총독은 푸저우 장군 항서 (恆瑞)와 4,000명의 병력을 타이완으로 보내 반란 진압을 도왔다. 4월 23일 이후, 10,000명의 청군이 추가로 타이완에 파견되었고, 다시 7,000명이 증원되었다.

### 청나라 증원군
마침내 12월 10일, 청나라 조정은 복강안을 파견하여 20,000명의 병력으로 반란을 진압하게 했으며, 경찰 참모 Hailancha은 녹영군이 주를 이루고 팔기제가 소수를 이루는 거의 3,000명의 병력을 배치하여 반군과 싸웠다. 이 새로운 병력은 잘 갖추어졌고, 훈련이 잘 되어 있었으며, 반군을 격파하기에 충분한 전투 경험을 가지고 있었다.
청군은 임상문의 군대를 섬멸하고 1788년 2월 10일에 임상문을 생포했다. 반란에는 무려 30만 명이 참여했다. 명나라 충성파는 전쟁에서 패배했고, 그들의 지도자들은 처형되었으며, 남은 반군들은 현지 주민들 사이에 숨었다.

## 처벌
임상문은 처형되었고, 천지회는 본토로 흩어지거나 숨어들었다. 다른 범죄자와 반군들은 능지 (고문 방법)로 사형에 처해졌다. 그들의 조상 무덤은 파헤쳐졌다. 반란 지도자들의 여성 친척들(딸, 아내, 첩)은 유배형에 처해져 헤이룽장의 닝구타에 있는 북동부 변경으로 보내져 솔론족의 노예가 되었다. 15세 이상 반란 지도자들의 아들들은 참수되었다. 건륭제와 화신은 15세 미만 반란 지도자들의 아들들을 베이징으로 데려가 내무부에 의해 거세되어 환관 노예로 원명원에서 일하게 하라고 명령했다. 거세된 소년들은 4세에서 15세 사이였고, 40명이 한 기념비에 이름이 새겨졌다. 3명 이상을 살해한 살인자와 반란자의 아들을 거세하는 이 새로운 정책은 청나라 여름 궁전의 어린 환관 공급 문제를 해결하는 데 도움이 되었다. 청나라는 보통 9세 이후에 환관을 거세하기를 원했지만, 반란자의 아들에게 거세를 처벌로 사용할 때는 정상적인 거세 연령 제한을 4세까지 낮추려 했다. 다른 때에는 청나라 내무부가 소년들이 11세가 될 때까지 기다렸다가 거세했는데, 예를 들어 산둥성 출신 살인자 수이빌롱의 어린 두 아들이 성장할 때까지 기다린 경우처럼. 내무부는 아버지가 살인으로 처형된 후 11세의 후난성 소년 팡밍자이를 즉시 거세하여 청나라 궁정의 환관 노예로 만들었다. 청나라 여름 궁전은 대량 살인자와 반란자의 아들을 거세하는 이 정책 덕분에 많은 젊고 건강한 환관을 얻었다. 15세 이하의 반란자 아들 130명이 청나라에 의해 구금되었다. 반란 지도자 장대천의 4세 손자 장 아모도 거세된 사람 중 한 명이었다. 임상문 반란에 가담한 또 다른 임씨 가문이 있었다. 임상문은 임다에게 100명을 이끌 것을 명령하고 "선략 장군"이라는 칭호를 주었다. 임다는 능지로 처형될 때 42세였다. 그는 6명의 아들이 있었는데, 큰 두 아들은 이전에 사망했고, 셋째 아들 임두는 베이징에서 거세되기 전에 병으로 사망했으며, 넷째와 다섯째 아들인 11세의 임표와 8세의 임현은 거세되었다. 그러나 그의 여섯째이자 막내 아들인 7세의 임마정은 친척(삼촌) 임친에게 입양되었고, 임친은 청나라 편에 남아 친청 "의병"에 합류하여 반란에 가담하지 않았기 때문에 임마정은 거세되지 않았다. 임마정은 1800년에 20세가 되었을 때 아내와 결혼하여 두 명의 자녀를 낳았다.
반란자와 3명 이상을 살해한 살인자의 아들에게 거세를 형벌로 부과하는 것은 건륭제가 어린 환관들을 여름 궁전의 주요 황실 거주지로 옮기도록 명령한 이래로 어린 소년 환관의 공급을 보장하기 위한 새로운 청나라 정책의 일환이었다. 노먼 A. 쿠처는 청나라의 어린 환관 확보 정책을 19세기 영국 조지 카터 스텐트가 언급한, 어린 소년 환관들이 청나라 황실 여성들에게 시종으로 귀중하게 여겨졌다는 관찰과 연결시켰다. 노먼 쿠처는 조지 스텐트가 어린 환관들이 신체적으로 매력적이었고 황실 여성들에 의해 "설명할 수 없는" 임무에 사용되었으며 "완전히 순수하다"고 여겨졌다고 말했다고 언급했다. 쿠처는 이 소년들이 청나라 황실 여성들의 성적 쾌락을 위해 사용되었을 가능성을 시사하며, 그러한 목적으로 사용된 "귀걸이"라고 불리는 소년 환관들과 연결시켰다.
살인자의 15세 이상 아들은 반란자의 아들 및 손자처럼 참수되지 않고 궁전에서 환관으로 거세되었다. 살인자의 아내와 딸은 반란자의 아내와 딸과는 달리 살인 피해자의 친척들에게 보내졌다 (살아 있다면). 건륭제와 화신 휘하의 내무부는 1793년에 16세 이상 살인자의 아들은 거세 후 헤이룽장의 닝구타나 신장의 일리에 있는 변경에서 솔론족의 노예로 추방되고, 15세 이하의 아들은 어린 아들들은 통제할 수 있지만 나이든 아들들은 통제할 수 없다는 결정에 따라 황실 궁전에서 환관으로 남게 될 것이라고 나중에 선언했다.
임상문에게는 타이완에서 Wufeng Lin family를 세우고 반란에 참여하지 않고 청나라 충성파 마을인 루강, 장화에 숨어 지낸 임시(林石)와 같은 친척들이 있었다. 그는 잠시 투옥되었고 반란자와 친척이라는 이유로 400자(무)의 농지가 국가에 의해 임시로부터 압류되었지만, 그는 우펑으로 이주하여 그의 아들 임가인(임가인) (1782-1839)이 가문의 재산을 다시 늘렸다. 임시의 증손자 임문차(임문차) (1828-1864)는 저장성 및 푸젠성에서 하카 태평 반군을 진압하는 데 청나라를 도왔다.
장대천은 반란 동안 임상문을 돕기 위해 대만 평야 원주민 여성 샤먼 진냥을 enlist했다. 그녀는 장대천의 아들을 치료했다. 그녀 또한 능지로 처형되기 위해 베이징으로 끌려갔다. 그녀에 대한 소설이 나중에 린젠룽에 의해 쓰여졌다.
건륭제 재위 기간 동안, Li Shiyao는 뇌물 수수와 횡령에 연루되었다. 이시요는 그의 귀족 작위를 박탈당하고 사형을 선고받았다. 그러나 임상문 반란 진압을 도운 후, 그의 목숨은 구제되었다.

## 여파
반란 이후, 장저우, 취안저우, 하카 사람들 사이의 지역 불화는 19세기 초까지 간헐적으로만 나타났으며, 1860년대에 종식되었다. 그러나 그들은 다시는 정부를 축출하거나 섬 전체를 포괄할 정도로 심각해지지 않았다. 청나라 초기에는 100개가 넘는 반란이 있었다. 청나라 대만에서 반란, 폭동, 내전의 빈도는 "3년마다 봉기, 5년마다 반란"(三年一反、五年一亂)이라는 속담으로 표현된다.
총 4만 명 미만의 청군이 배치되었고, 반란을 진압하는 데 1년 이상이 걸렸다. 그러나 교묘하게 민족 관계를 이용하고, 원주민들과 좋은 관계를 형성하며, 대만 내부 파벌(장저우, 취안저우 이주민) 간의 불화를 활용함으로써 청나라는 임씨 일가와 세력을 성공적으로 섬멸했다. 1787년 건륭제는 임상문 저항 및 격파에 도움을 준 줘뤄 사람들을 포상하기 위해 줘뤄 현의 이름을 자이 현(嘉의현)으로 변경했다.

## 갤러리

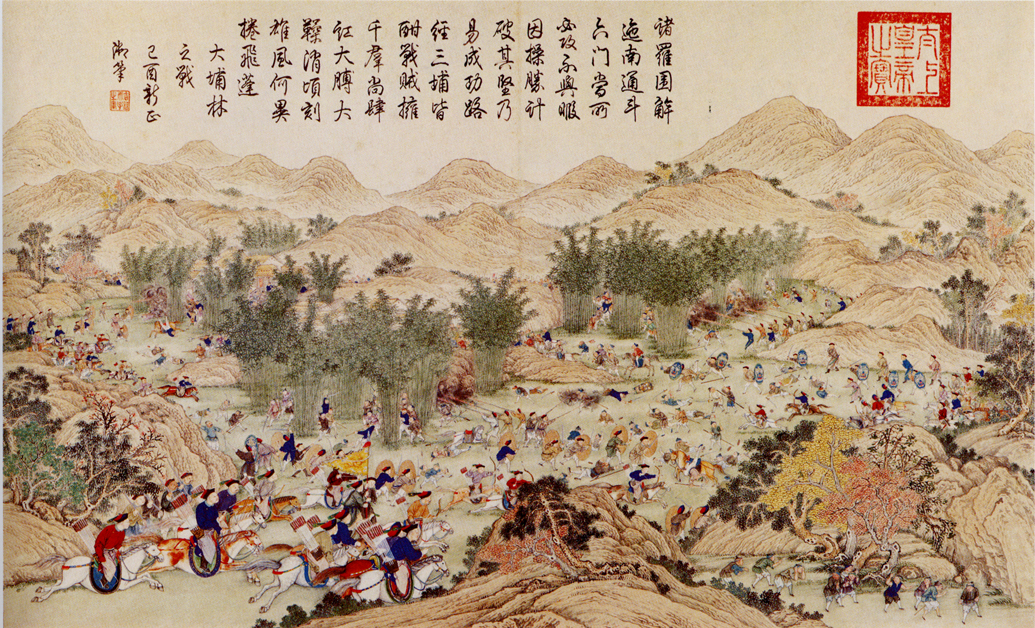
다부린 전투
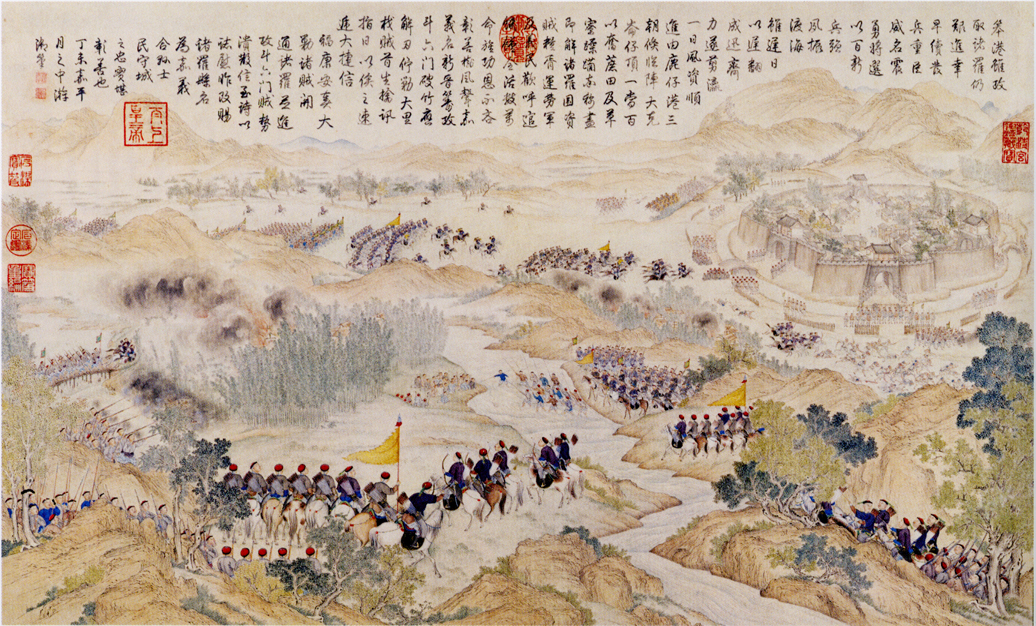
두류먼(줘뤄) 공격
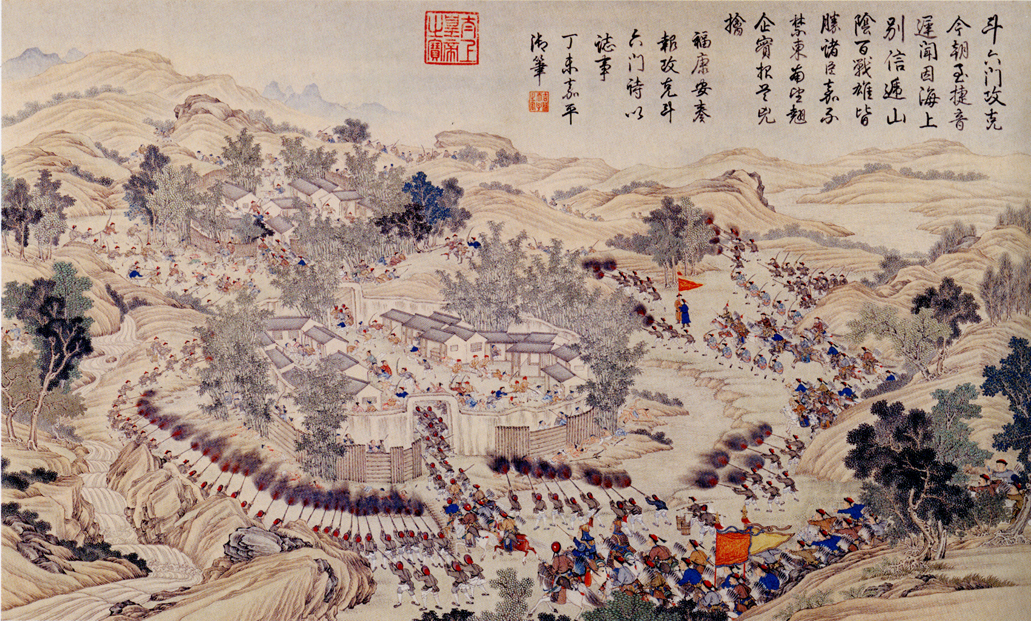
두류먼(줘뤄) 정복
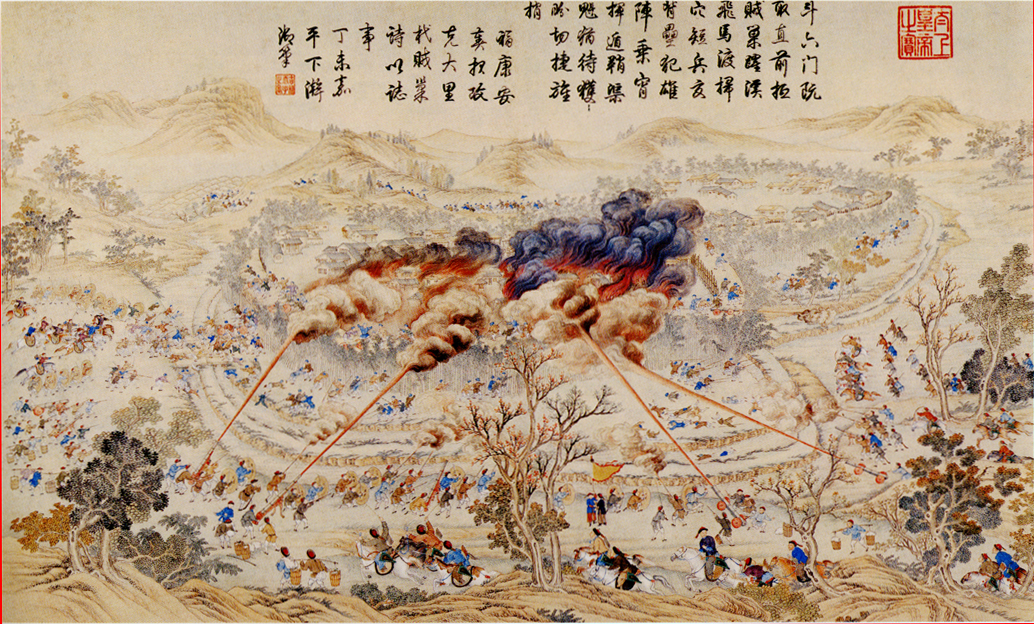
달리 정복
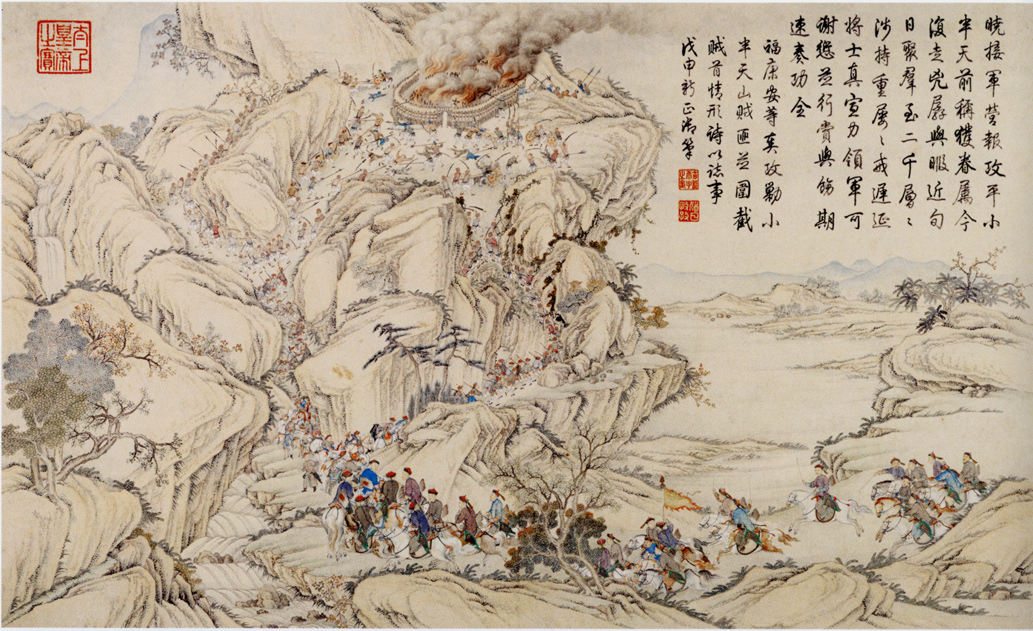
샤오반톈 산 공격
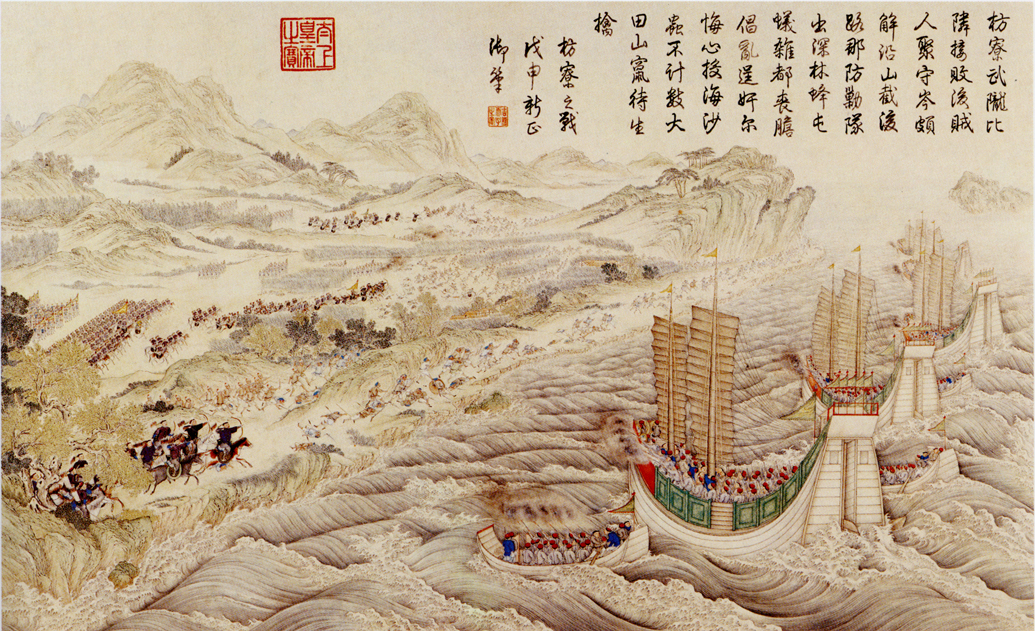
쿠자이 전투
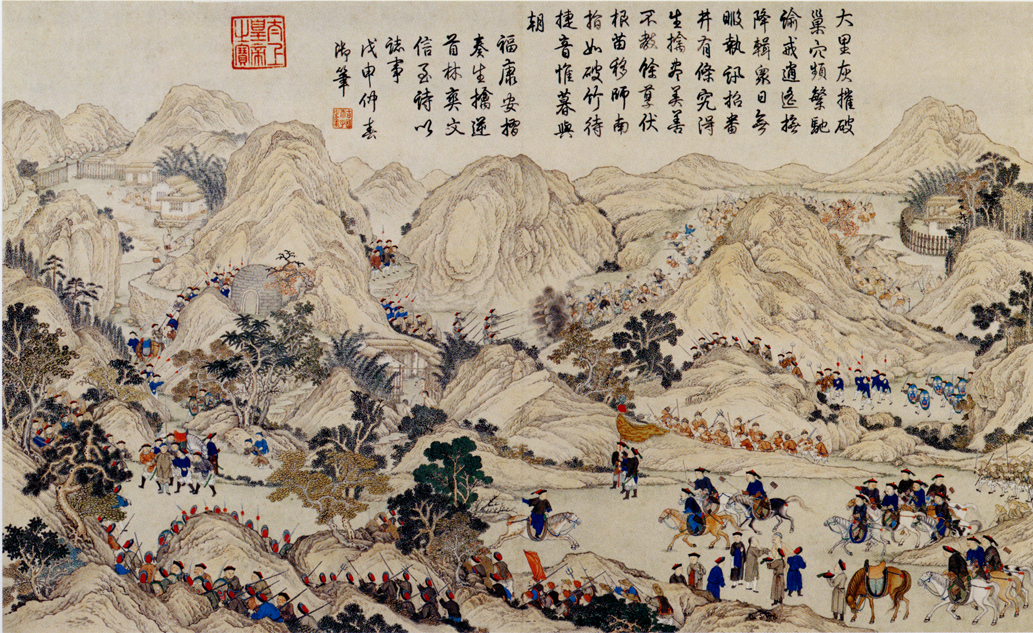
반란 수괴 임상문 생포
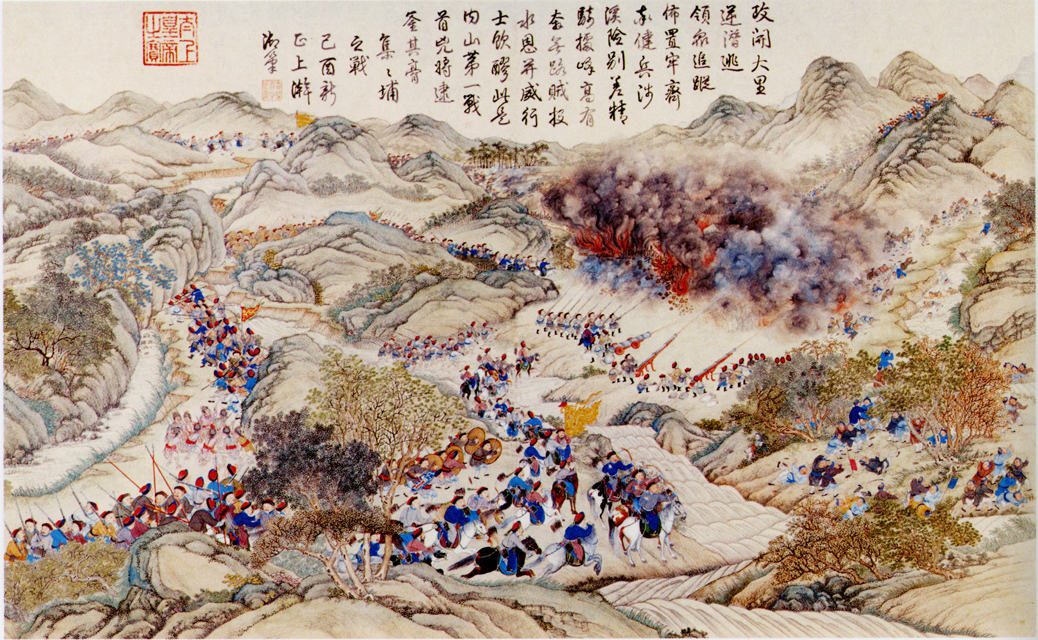
지자푸 전투
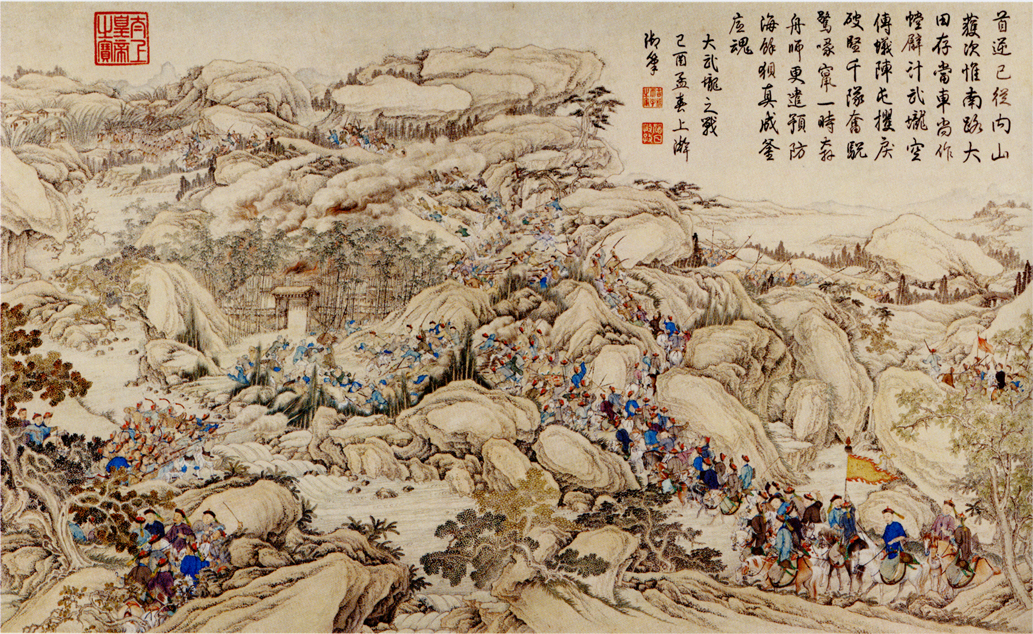
다우징 전투
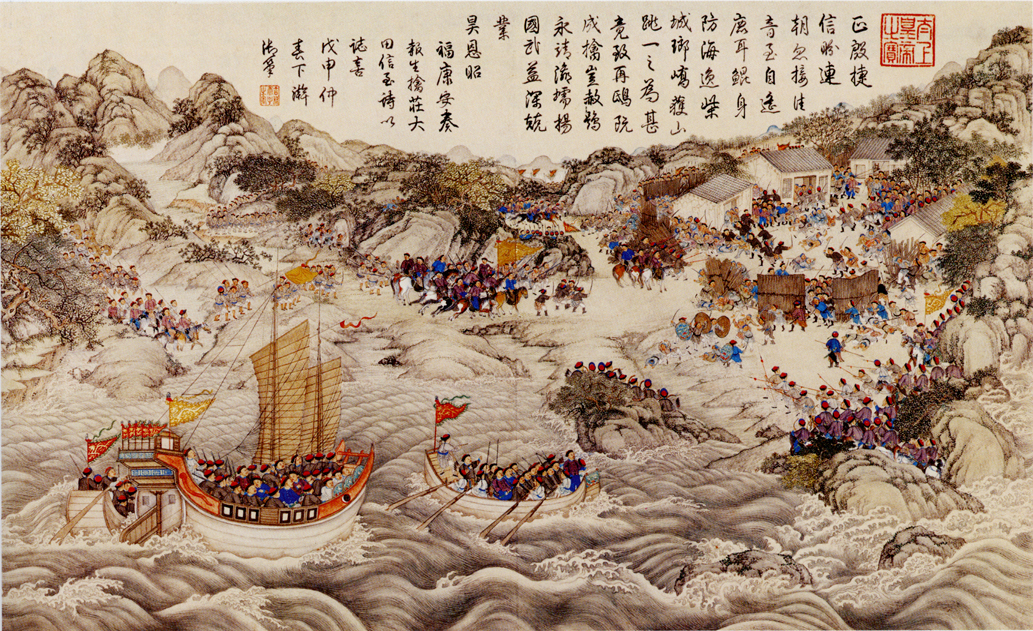
장대천 생포
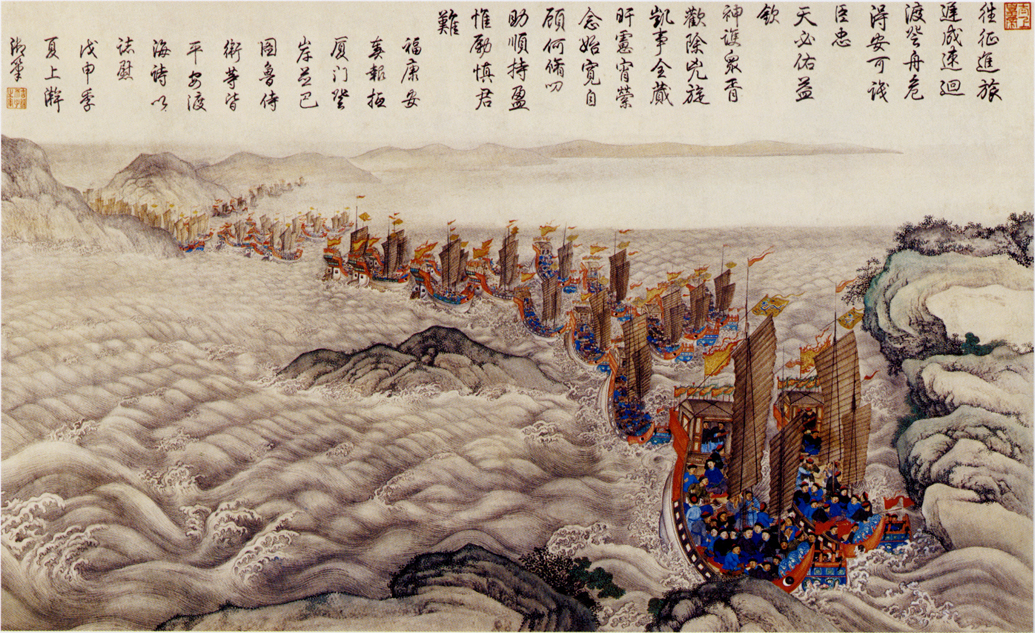
바다를 건너 개선
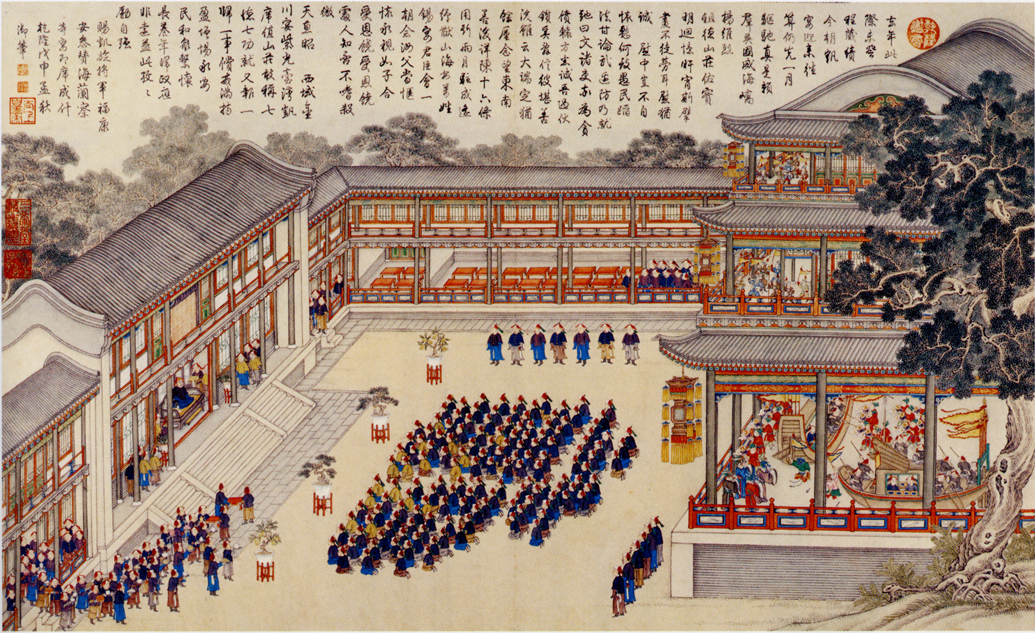
타이완 원정에 참여한 장교들을 맞이하는 황제의 승리 연회.

## 같이 보기
- 청나라 치하 대만